# Alvis TF 21
Alvis TF 21 är en bilmodell från brittiska Alvis som tillverkades mellan 1966 och 1967. Denna modell tillverkades i 106 exemplar.